# Hussein Ahmed Salah
Pour les articles homonymes, voir Salah.
Hussein Ahmed Salah (en arabe : حسين أحمد صلاح), né le 31 décembre 1956 à Ali Sabieh, est un  marathonien djiboutien. Son record personnel est de 2 h 07 min 07 s. Il est le premier et l'unique médaillé olympique de Djibouti en remportant la médaille de bronze du marathon en 1988 à Séoul.

## Biographie
Il a remporté la première coupe du monde du marathon à Hiroshima en 1985. Ensuite, il a été vice-champion en remportant la médaille d'argent de la seconde coupe du monde du marathon à Séoul en 1987.
En 1988, il a été médaillé de bronze aux Jeux olympiques de Séoul dans l'épreuve du marathon. Par la suite, il a été également médaillé d'argent lors de la coupe du monde de Marathon en 1991. Lors des Jeux olympiques de 2008 à Pékin, il a été le porte-drapeau de la délégation djiboutienne.
En février 2002, Ahmed Salah a créé un Centre de Formation et du Développement de l’Athlétisme. Premier dans son genre en République de Djibouti, ce centre accueille actuellement[Quand ?] plus de 250 athlètes en herbe dont une cinquantaine de jeunes filles âgées entre 14 et 18 ans.

### Palmarès
| Date | Compétition            | Lieu     | Résultat | Épreuve  | Performance     |
| ---- | ---------------------- | -------- | -------- | -------- | --------------- |
| 1984 | Championnats d'Afrique | Rabat    | 2e       | 10 000 m | 28 min 17 s 40  |
| 1985 | Championnats d'Afrique | Le Caire | 1er      | Marathon | 2 h 23 min 01 s |
| 1987 | Championnats du monde  | Rome     | 2e       | Marathon | 2 h 12 min 30 s |
| 1988 | Jeux olympiques        | Séoul    | 3e       | Marathon | 2 h 10 min 59 s |
| 1991 | Championnats du monde  | Tokyo    | 2e       | Marathon | 2 h 15 min 26 s |

### Records
| Épreuve       | Performance     | Lieu      | Date            |
| ------------- | --------------- | --------- | --------------- |
| 10 000 mètres | 28 min 17 s 40  | Rabat     | 12 juillet 1984 |
| Marathon      | 2 h 07 min 07 s | Rotterdam | 17 avril 1988   |